# Amandus I van Horne
Amandus I van Horne (1550-1617) was de jongste zoon van Maarten van Horne; zijn moeder was (Anna) Catharina van Horne, de derde echtgenote van Maarten.
Nadat zijn halfbroer Willem van Horne in 1580 was onthoofd, kwamen de heerlijkheden Heeze en Geldrop in 1581 aan zijn zus Maria van Horne. Na haar dood in 1605 verkreeg haar halfbroer Amandus I de heerlijkheid Geldrop van koning Filips III van Spanje, waarmee deze dus in bezit kwam van een zijtak van de familie Van Horne en een andere heer kreeg dan Heeze.

## Huwelijk en kinderen
Amandus I van Horne trouwde omstreeks 1580 met Barbara de Jeude Chatillon, die vrouwe was van Hardinxveld. Hun kinderen waren:
- Robert, hij werd jezuïet
- Godfried (Godefroi), hij deed in 1613 afstand van Geldrop ten gunste van zijn jongere broer Amandus[1]
- Amandus II van Horne
- Hendrik (Henri), hij werd grootvalkenier van Frankrijk
- Maria (Marie)
- Catharina (Catherine)